# JERS-1
JERS-1 (Japan Earth Resources Satellite 1), rebaptisé Fuyo-1 après son lancement, est un satellite de télédétection japonais placé en orbite en 1992 et qui est resté en activité jusqu'en 1999. Ce satellite de taille moyenne (1,4 tonne) emporte un radar à synthèse d'ouverture et deux senseurs optiques disposant à eux deux de 8 canaux en lumière visible et proche infrarouge.   

## Historique
JERS-1 est un satellite de télédétection japonais développé conjointement par l'agence spatiale japonaise NASDA, le Ministère du Commerce International et de l'Industrie (MITI) et l'Agence des Sciences et des Technologies (en 2014 Ministère de l'Éducation, de la Culture, des Sports, des Sciences et de la Technologie). L'objectif de ce programme est la collecte systématique de données à l'aide d'un radar et de senseurs optiques pour contrôler les ressources terrestres, contribuer à l'élaboration d'une système d'observation de la Terre global et vérifier les performances des instruments embarqués. Les applications concernent les phénomènes géologiques, l'utilisation des ressources naturelles terrestres (agriculture, exploitation de la forêt), l'observation des régions côtières, la réalisation de cartes géologiques, l'environnement, le contrôle de catastrophes... Le satellite est construit par la société Mitsubishi Electric.  
JERS-1 est lancé le 11 février 1992 depuis la base de Tanegashima  par une fusée H-I. Il est placé sur une orbite héliosynchrone à une altitude de 568 km avec une inclinaison de 97,7°. Son cycle est de 44 jours et il survole le nœud descendant à 10h30/11h locale. En aout 1997 le système d'enregistrement des données tombe en panne et le satellite ne fonctionne désormais plus que lorsqu'il est en vue des stations de réception. Le 11 octobre 1998 le satellite est définitivement perdu sans doute à la suite d'une défaillance du système de contrôle d'attitude. JERS-1 est détruit en rentrant dans l'atmosphère le 3 décembre 2001.

## Caractéristiques techniques
JERS-1 est un satellite de télédétection de 1,4 tonne au lancement dont la durée de vie prévue est de deux ans. La plateforme  a la forme d'un parallélépipède rectangulaire dont les dimensions sont  0,9 m x 1,8 m x 3,2 m. Elle est alimentée par des panneaux solaires rassemblés en une aile unique de 3,5 m x 7 m qui fournissent 2 kW. JERS-1 est stabilisé 3 axes et son système de contrôle d'attitude permet d'obtenir une précision de pointage de 0,3°. Les corrections orbitales sont effectuées par une propulsion à ergols liquides consommant de l'hydrazine. Le satellite transmet ses données en utilisant deux fréquences  en bande S permettant un débit de 60 mégabits/s. JRS-1 dispose d'une mémoire de masse de 72 gigabits qui permet de stocker environ 20 minutes de données. 

### Charge utile
La charge utile est constituée de deux instruments.

#### Le radar SAR
SAR (Synthetic Aperture Radar) est un radar à synthèse d'ouverture  fonctionnant en bande L (1,275 GHz ). L'antenne longue de 11,9 mètres et large de 2,2 mètres comprend 8 panneaux de 2,2 x 1,5 mètres. L'antenne est fixe avec un pointage faisant un angle de 35° sur la droite avec le nadir. La fauchée est de 75 km et la résolution est de 18 mètres. La consommation électrique est comprise entre 1  et   1,5 kW. Les données sont échantillonnées sur 3 bits et le débit est de 60 mégabits/s. 

#### Le senseur optique panchromatique OPS
Le senseur optique panchromatique OPS (Optical Sensor) utilise deux radiomètres indépendants qui ont une résolution  de 18,3 mètres et une fauchée  de 75 km  : 
- L'instrument VNIR est un radiomètre à 4 canaux fonctionnant en lumière visible et dans le proche infrarouge. Il est constitué d'un télescope de 43 mm de diamètre avec une longueur focale de 215 mm. Le détecteur CCD comprend 4 barrettes de 4096 pixels (1 barrette par canal). Sa masse est de 32 kg.  La résolution est de 18,3 mètres et la fauchée est de 75 km.
- L'instrument SWIR est un radiomètre à 4 canaux fonctionnant dans l'infrarouge à ondes courtes. Il est constitué d'un télescope ayant une ouverture de 200 mm de diamètre avec une longueur focale de 310 mm. Le détecteur CCD a une définition de 2040 x 4096 pixels et est refroidi à une température comprise entre 77  et   82  kelvin. Sa masse est de 174 kg dont 82 kg pour l'alimentation électrique commune avec l'autre instrument.